# Одеське вище військове об'єднане командно-інженерне училище ППО
Одеське вище військове об'єднане командно-інженерне училище ППО (рос. Одесское высшее военное объединенное командно-инженерное училище ПВО) — вищий військовий навчальний заклад СРСР, який розташовувався між 5 і 6 станціями Великого фонтану в Одесі.

## Історія
Було створене у 1937 р. у Горькому як училище зенітної артилерії — ГУЗА. З 1949 р. — в Одесі як Одеське військово-технічне училище військ ППО країни ім. Молотова. З 1963 р. паралельно з радянськими курсантами навчалися і кубинці, а в 1965 році воно повністю перейшло на навчання іноземних військовослужбовців (ІВС), отримавши назву ОВВОКІУ ППО.
За ці роки навчання в училищі пройшли понад 5 тисяч курсантів, офіцерів і генералів з 35 країн світу — Куби, Перу, Нікарагуа, Анголи, Мозамбіку, Замбії, Конго, Сан-Томе і Принсіпі, Гвінеї, Малі, Уганди, Бурунді, Танзанії, Сомалі, Ефіопії, Судану, Алжиру, Лівії, Сирії, Іраку, Йорданії, Єгипту, Північного і Південного Ємену, Монголії, Північної Кореї, В'єтнаму, Лаосу, Камбоджі, Індонезії, Індії, Бангладеш, Афганістану, Румунії та Фінляндії.
Багато представників країн вчилися постійно, деякі з перервами, а деякі (Румунія, Фінляндія, Йорданія) — разово.
Училище мало чотири основних навчально-стройових підрозділи:
- відділення академічної підготовки (філія Калінінської ВКА),
- факультет ЗРВ,
- факультет РТВ (АСУ, РЕБ),
- офіцерські курси.
- Також мало свою ад'юнктуру.

В училищі працювали понад 50 кандидатів наук. Чисельність курсантів і слухачів складала 500—600 осіб з 16-18 країн. Навчальні групи були малокомплектні (не більше 5-6 чоловік). На обох факультетах навчання велося за програмами середнього училища — 3 роки, командного — 4 роки і інженерного — 5 років, не рахуючи підготовчого курсу, на якому вивчалася російська мова, повторювалася математика і фізика.
На офіцерських курсах навчання велося з перекладачами — було своє Бюро перекладів. Багато випускників училища нині займають керівні пости в військах ППО і в керівництві ЗС своїх країн.
За матеріально-технічною базою училище було в числі лідерів серед усіх військових навчальних закладів СРСР. На території училища було 5 спецпарків з розгорнутою технікою зенітно-ракетних, радіотехнічних військ ППО, а також військ радіоелектронної боротьби. Також комплекси були розгорнуті і в навчальних класах. На території училища та полігону були розгорнуті командні пункти від дивізіону до бригади і дивізії ППО. Навчальний полігон училища перебував в Чорноморці, нинішньому Совіньоні.
З 1992 до 1995 р. училище мало статус факультету донавчання ІВС в Одеському інституті Сухопутних військ.